# 15 de Septiembre, Oaxaca
15 de Septiembre är en ort i Mexiko.   Den ligger i kommunen Santo Domingo Tehuantepec och delstaten Oaxaca, i den sydöstra delen av landet, 500 km sydost om huvudstaden Mexico City. 15 de Septiembre ligger 42 meter över havet och antalet invånare är 227.
Terrängen runt 15 de Septiembre är platt åt sydost, men åt nordväst är den kuperad. Runt 15 de Septiembre är det ganska glesbefolkat, med 43 invånare per kvadratkilometer. Närmaste större samhälle är Salina Cruz, 19,5 km söder om 15 de Septiembre. Omgivningarna runt 15 de Septiembre är en mosaik av jordbruksmark och naturlig växtlighet.